# Contrapropaganda

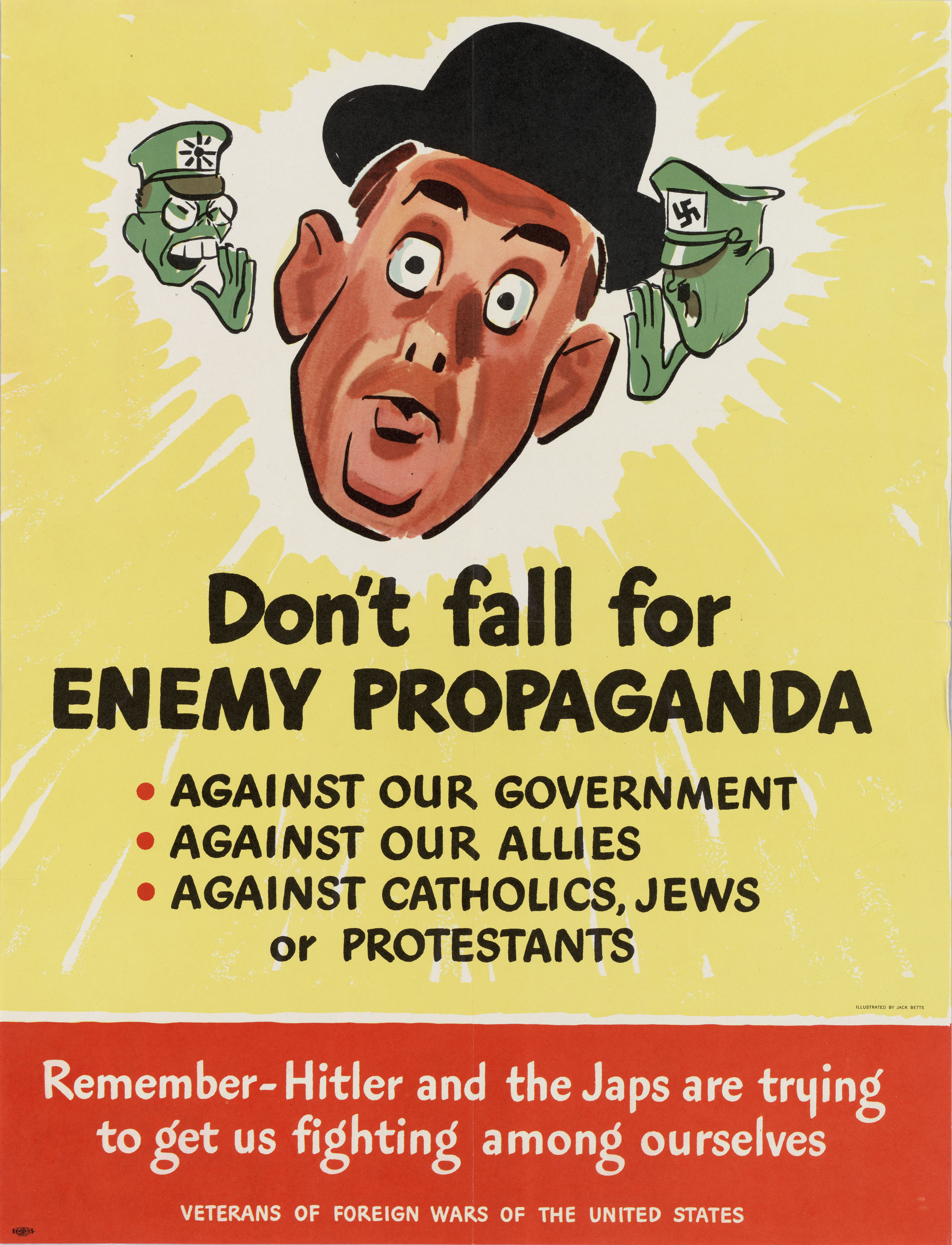
Cartaz de contrapropaganda estadunidense da Segunda Guerra Mundial, o texto diz: "Não caia na propaganda do inimigo: Contra o nosso governo, contra os nossos aliados, contra católicos, judeus ou protestantes. Lembre-se — Hitler e os Japs estão tentando fazer com que lutemos entre nós"

A contrapropaganda é uma forma de comunicação que consiste em métodos adotados e mensagens retransmitidas para se opor à propaganda que busca influenciar a ação ou as perspectivas entre um público-alvo. Está intimamente ligado à propaganda, já que os dois utilizam frequentemente os mesmos métodos para transmitir a um público alvo. A contrapropaganda difere da propaganda porque é defensiva e responsiva à propaganda identificada. Além disso, a contrapropaganda é composta por vários elementos que a distinguem ainda mais da propaganda e garantem sua eficácia na oposição às mensagens de propaganda.

## Definição
A contrapropaganda e a propaganda compartilham uma relação simbiótica. A contrapropaganda é utilizada em situações para contrariar os esforços de propaganda existentes e, portanto, para compreender a contrapropaganda requer uma compreensão clara da propaganda. Praticantes e acadêmicos propuseram múltiplas definições de propaganda. Para maior clareza, este artigo reconhece a definição proposta por Garth Jowett e Victoria O'Donnell, que definem propaganda como "a tentativa deliberada e sistemática de moldar percepções, manipular cognições e direcionar o comportamento para alcançar uma resposta que promova a intenção desejada do propagandista". Na prática, a propaganda consiste em comunicar uma mensagem controlada a um público-alvo. Do mesmo modo, a contrapropaganda é utilizada para comunicar uma mensagem que descreve a propaganda como falsa e instrui o público alvo a pensar ou agir de uma forma que contrarie a mensagem de propaganda. Para ser eficaz, a contrapropaganda deve atingir o mesmo público que a mensagem de propaganda original e, muitas vezes, pode empregar os mesmos métodos. No entanto, a contrapropaganda é única em sua confiança em mensagens factuais e em sua existência como um esforço reacionário. Visto que a contrapropaganda pretende se opor às mensagens de propaganda previamente declaradas, ela não pode ser empregada preventivamente.
As definições existentes de contrapropaganda diferem em sua prescrição de métodos e intenções específicos. Para ilustrar, Herbert Romerstein, ex-diretor do Escritório para Combater a Desinformação Soviética e Medidas Ativas da Agência de Informação dos Estados Unidos, definiu Contrapropaganda como "respostas cuidadosamente preparadas à falsa propaganda com o objetivo de refutar a desinformação e minar o propagandista". A sua definição define as intenções da contrapropaganda como sendo primeiro contrariar a propaganda e, em seguida, minar a credibilidade dos propagandistas. As percepções de Romerstein são provavelmente influenciadas por sua experiência profissional no combate à propaganda soviética que foi transmitida para os Estados Unidos por uma variedade de meios. Em comparação, o coronel Garrison, cuja pesquisa se centra na mídia de radiodifusão como um método de propaganda e diplomacia pública, fornece uma definição mais detalhada de contrapropaganda. Ele definiu a contrapropaganda como as "ações para desacreditar o uso da mídia de radiodifusão por um adversário para apoiar seus objetivos nacionais influenciando as opiniões, emoções, atitudes ou comportamento dos EUA e de audiências amigáveis". O foco nesta definição são as ações para desacreditar a utilização dos meios de difusão pelos propagandistas. A definição define a contrapropaganda pelo uso da mídia de radiodifusão e sua intenção de minar o uso tendencioso do mesmo meio pelos adversários. As diferenças entre os dois demonstram que a contrapropaganda provavelmente será definida com base em seu uso operacional e na perspectiva que o definidor tem em relação à propaganda. Juntas, as duas definições ilustram claramente a relação simbiótica entre propaganda e contrapropaganda. As definições também demonstram que a contrapropaganda, como a propaganda, é geralmente descrita como uma forma direcionada de comunicação com a intenção de influenciar um público específico.

## Elementos de contrapropaganda
Embora a contrapropaganda compartilhe características semelhantes com a propaganda, ela também consiste em elementos-chave únicos que definem seu emprego efetivo.

### Verdade
Embora as mensagens de propaganda nem sempre sejam verdadeiras, a contrapropaganda eficaz geralmente apenas transmite a verdade. Na verdade, a contrapropaganda é comumente entendida como a "oposição verdadeira e honesta" à propaganda de um adversário. A contrapropaganda comunica mensagens verdadeiras por razões morais e práticas. Durante a Guerra Fria, a reputação dos Estados Unidos de transmitir a verdade para refutar a propaganda soviética resultou nos Estados Unidos sendo vistos como um "contador da verdade", enquanto a União Soviética tinha a reputação de "contadora de mentiras". Herbert Romerstein argumenta que o uso de contrapropaganda baseada na verdade resultou na percepção dos EUA como honestos, já que o uso de declarações falsas pela União Soviética desacreditou suas mensagens. Este exemplo da Guerra Fria demonstra como uma mensagem falsa é desacreditada quando a verdade é revelada. Na prática, uma mensagem de contrapropaganda intencionalmente ou erroneamente falsa pode revelar-se tão tendenciosa quanto a propaganda que ela procura se opor. Assim, dizer a verdade fortalece a eficácia da contrapropaganda e enfraquece a propaganda daqueles que se revelam mentirosos. O uso de mensagens falsas na contrapropaganda não é eficaz e falha em refutar adequadamente a mensagem de propaganda. Revelar uma mensagem de contrapropaganda como incorreta ou com a intenção de influenciar por meio de uma mentira também prejudicaria a reputação do emissor e reduziria sua capacidade de efetivamente conter as mensagens de propaganda no futuro.

### Clareza
As mensagens de contrapropaganda baseadas em palavras ou conceitos não compreendidos universalmente deixam de se comunicar adequadamente com o público-alvo e são ineficazes na propaganda de oposição. Usar palavras compreensíveis para transmitir claramente a mensagem da contrapropaganda tem mais probabilidade de se opor às mensagens de propaganda.

#### "Rendição incondicional" na Segunda Guerra Mundial
O inverso é igualmente verdadeiro. O uso da frase "rendição incondicional" na Segunda Guerra Mundial é um excelente exemplo da importância da clareza. A frase transmitiu imagens assustadoras para alemães e japoneses. Alguns especialistas propuseram que a frase causaria maior resistência aos aliados porque o termo não foi transmitido com clareza ao público-alvo. A confusão obrigou os EUA e a Grã-Bretanha a explicar a mensagem que resultou na redução da sua eficácia.

#### Mensagens da coligação no Iraque
Andrew Garfield explicou que as mensagens da Coligação no Iraque se referiam rotineiramente aos rebeldes como "anti-iraquianos", o que causava ambiguidade nas mensagens contrapropaganda da Coligação. A frase não coincidiu adequadamente com as descrições que várias comunidades iraquianas prescreveram para os insurgentes. Como resultado, a frase falhou em transmitir a mensagem que a Coalizão buscava. As mensagens de contrapropaganda que exigem explicações para maior clareza não comunicam adequadamente a mensagem pretendida e, portanto, não se opõem à propaganda.

### Conhecimento do público
A contrapropaganda, como a propaganda, requer o desenvolvimento das mensagens, compreensão do público-alvo e a capacidade de adequar a mensagem de forma adequada. A contrapropaganda eficaz depende da comunicação de mensagens que "ressoam com o público-alvo" e que são baseadas em narrativas culturalmente relevantes. Mais precisamente, desenvolver mensagens que sejam eficazes em um público-alvo envolve identificar os sentimentos, estereótipos e opiniões existentes que influenciam as perspectivas, crenças e ações do público. Ao considerar estes elementos de uma sociedade, a propaganda e a contrapropaganda podem influenciar um grupo para uma determinada perspectiva ou ação. Visto que o objetivo da contrapropaganda é influenciar um público a rejeitar uma mensagem de propaganda, ela deve tocar os elementos de cultura, crença e emoção que resultarão em tal ação. Os elementos variam entre os públicos e, embora as campanhas de propaganda e contrapropaganda possam e utilizam os métodos existentes, as mensagens devem ser adaptadas especificamente para o público-alvo individual.

### Empregar rapidamente
A contrapropaganda é um método reativo que deve ser empregado rapidamente para contradizer efetivamente uma mensagem de propaganda. Oliver Carlson explica que quanto mais a propaganda é percebida como a verdade, mais difícil é contradizê-la, mesmo quando o público-alvo é exposto a uma mensagem verdadeira oposta. Uma mensagem de propaganda que não é contradita imediatamente após sua descoberta provavelmente se tornará a base das ações e crenças do público-alvo.
A psicologia fornece razões adicionais para empregar rapidamente a contrapropaganda. O processo de tomada de decisão é influenciado por vieses cognitivos que moldam a forma como uma pessoa percebe certas informações e como agirá sobre elas. O viés de confirmação é especialmente relevante ao explicar a necessidade de empregar a contrapropaganda rapidamente. O viés de confirmação é uma tendência das pessoas em favorecer informações que confirmam suas crenças ou hipóteses. Se um grupo baseou suas crenças ou ações em uma mensagem de propaganda a que foi exposto por um longo período de tempo, é difícil conter a propaganda. O grupo em tal cenário hesitaria em assimilar qualquer informação de uma mensagem de contrapropaganda que contradisse a mensagem de propaganda. Assim, é importante que a contrapropaganda seja empregada no início de uma campanha de propaganda, para evitar a possibilidade de viés de confirmação resultante da propaganda. 
Em Propaganda: The Formation of Men's Attitudes, Jacques Ellul sugere outra razão para empregar a contrapropaganda rapidamente em resposta a uma mensagem de propaganda identificada. Ele argumenta que a humanidade está mais preocupada com os eventos e questões atuais que prendem a atenção da sociedade. Propaganda moldada a partir de eventos atuais despertará a maior paixão e interesse da comunidade. O combate contra a propaganda requer uma resposta rápida à propaganda quando ela é revelada. Por outro lado, empregar contrapropaganda contra uma mensagem de propaganda datada que diz respeito a uma questão igualmente datada de que a sociedade não tem nenhum interesse atual provavelmente será menos eficaz.

## Métodos de contrapropaganda
A contrapropaganda pretende transmitir mensagens destinadas a refutar e/ou contra-atacar mensagens de propaganda e, portanto, muitos dos métodos eficazes de propaganda são igualmente eficazes na transmissão de contrapropaganda. No entanto, a contrapropaganda utiliza algumas técnicas exclusivas que são eficazes para atacar a credibilidade da propaganda e a capacidade de influenciar um público-alvo.

### Pesquisa e análise
A contrapropaganda eficaz começa pela coleta e análise completa da propaganda a ser combatida. A metáfora que explica essa função é simples; para contrariar uma mensagem de propaganda, é necessário compreender totalmente a mensagem, seu público-alvo e seus objetivos. O sucesso no combate à propaganda requer um "esforço abrangente de monitoramento e coleta de propaganda" que identifica e cataloga exemplos de todos os tipos de propaganda adversária. Este método inicial de contrapropaganda se beneficia de especialistas em uma variedade de disciplinas, incluindo operações psicológicas de inteligência, ciências sociais, antropólogos culturais, etc. A análise especializada pode dissecar adequadamente a propaganda para fornecer respostas às seguintes perguntas necessárias para formar um esforço de contrapropaganda eficaz:
- Quem é o público-alvo?
- Que efeitos os propagandistas desejam?
- Que efeitos eles alcançaram?
- Que outros públicos ouviram ou viram esta mensagem?
- O que essas mensagens indicam sobre as percepções, capacidades, vulnerabilidades e intenções de um adversário?
- Quais são as imprecisões, inconsistências ou enganos intencionais ou não intencionais nas mensagens que podemos explorar?
- Que contra-argumentos podemos usar, para quem e como?

### Revelar a verdadeira origem da propaganda
Oliver Carlson explica no Handbook of Propaganda: For the Alert Citizen que a “melhor propaganda é aquela que não se revela como propaganda”. Existem três tipos de propaganda que diferem dependendo de sua atribuição. A propaganda branca revela sua origem e geralmente é classificada como aberta. Propaganda secreta inclui propaganda cinza em que a fonte não é revelada e propaganda negra na qual uma origem falsa é reivindicada. Nos últimos dois tipos de propaganda, a origem da mensagem é escondida de alguma forma. Frequentemente, a credibilidade de uma mensagem de propaganda depende de mascarar a verdadeira origem da mensagem para garantir que o público a aceite como uma comunicação imparcial. Frequentemente, os propagandistas criam uma person que é "confiável" para o público-alvo, o que aumenta a probabilidade de que a mensagem seja acreditada e influencia as ações e perspectivas do público. Quando a contrapropaganda revela a verdadeira origem da propaganda, o público-alvo rapidamente perde a fé na mensagem, pois o propagandista foi pego mentindo.

### Expor erros de raciocínio
Os propagandistas exploram tendências cognitivas e outros elementos de tomada de decisão para moldar suas mensagens e influenciar o público-alvo. Nesse sentido, eles são capazes de inserir uma mensagem de propaganda na lógica de um público-alvo para tornar essa mensagem mais verossímil e confiável. Especificamente, os propagandistas usam deliberadamente os erros nos argumentos para apelar às emoções de seu público. Quando uma campanha de contrapropaganda expõe os erros de julgamento do público-alvo e os resolve, a mensagem da propaganda perde força. Este método de contrapropaganda funciona de forma semelhante, revelando a verdadeira origem de uma mensagem de propaganda, pois expõe a emissora como um mentiroso, o que reduz sua credibilidade. Além disso, quando informado sobre falácias lógicas em seu raciocínio, o público-alvo logo rejeitará qualquer mensagem baseada nesse raciocínio equivocado. Uma perspectiva concorrente sugere que a propaganda é baseada em reações emocionais, não em raciocínios cognitivos. Carlson argumenta que a propaganda é desenvolvida tanto quanto possível para focar nas emoções das pessoas em oposição ao seu racional. Esse argumento sugere que a propaganda é minimamente baseada em raciocínio e lógica e que expor os erros lógicos de um grupo é ineficaz para refutar mensagens de propaganda.
Jacques Ellul apresenta outra base para a propaganda que sugere que expor o raciocínio falho de um grupo não é um método eficaz para se opor à propaganda. Ele argumenta que a velocidade com que os eventos ocorrem, se tornam desatualizados e não são mais interessantes, faz com que a humanidade tenha pouca paciência para usar a atenção e a consciência para examinar de perto os eventos atuais. O indivíduo está interessado apenas no elemento superficial de eventos particulares, que é uma das razões pelas quais a propaganda é eficaz. É, portanto, difícil chamar a atenção do público para as minúcias necessárias para destacar as falhas de raciocínio que tornam uma mensagem de propaganda eficaz. No entanto, Ellul elabora ainda que esta mensagem de contrapropaganda é crítica para instruir um grupo a se defender contra a propaganda, uma vez que expõe a vulnerabilidade do público à propaganda baseada em nossas próprias vulnerabilidades mentais.

### Disseminação de propaganda exposta
A propaganda eficaz é feita sob medida para um determinado público e quando é compartilhada com outro grupo, a mensagem é claramente revelada como uma mensagem de influência. Quando uma campanha de contrapropaganda compartilha propaganda destinada a um público específico com outro público, as verdadeiras intenções dos propagandistas são reveladas. O compartilhamento de mensagens de propaganda entre públicos também permite que o segundo público revele mensagens de propaganda dirigidas a eles.
Na década de 1980, durante a Guerra Fria, os Estados Unidos compartilharam exemplos de desinformação soviética visando o Terceiro Mundo com nações europeias. Os europeus foram então capazes de identificar a propaganda soviética direcionada a eles. O compartilhamento da propaganda prejudicou a reputação da União Soviética na Europa durante um período em que ela buscou a aprovação ocidental. Assim, opor-se à propaganda demonstrando que são mentiras descaradas ou com a intenção de influenciar reduz sua eficácia entre os públicos-alvo.